# Agrilus cochisei
Agrilus cochisei es una especie de insecto del género Agrilus, familia Buprestidae, orden Coleoptera. Fue descrita por Knull, 1948.
Mide  5.4 mm. Se encuentra en el sur de Estados Unidos y en México.